# Праздники Японии

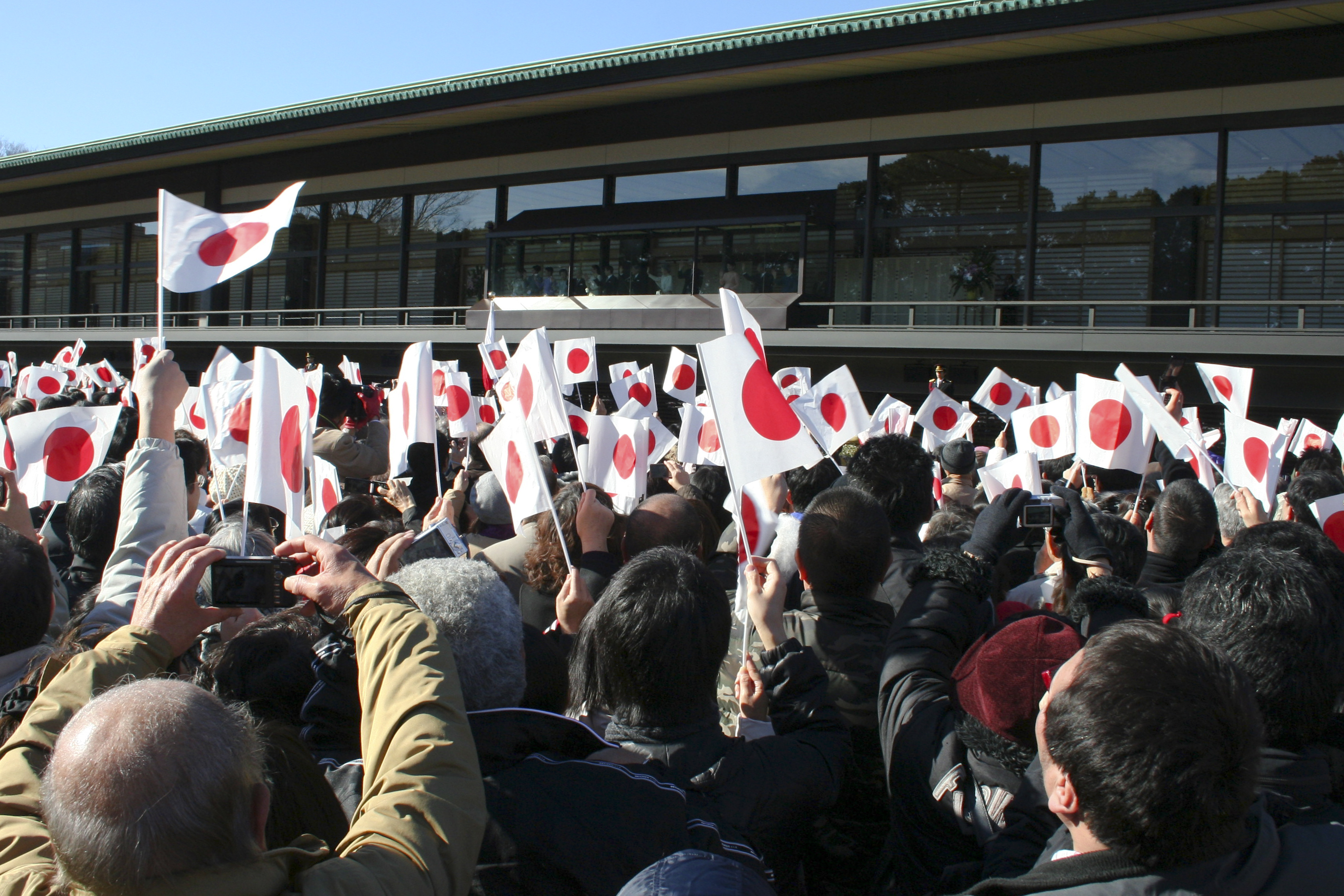
Празднование Дня рождения императора

Закон о государственных праздниках от 1948 года (последняя правка) устанавливает официальные праздники Японии и даты их празднования. В этой статье эти праздники перечисляются вместе c остальными выходными.
Положения закона устанавливают, что выпадающий на воскресенье праздник перемещается на понедельник. День, находящийся между двумя государственными праздниками, также становится праздником (например, 4 мая, зажатое между 3 и 5 мая, также будет праздником. Это правило известно как «гражданский праздник» кокумин но кюдзицу). Согласно тому же закону, 22 сентября 2009 года считается национальным праздником, поскольку осеннее равноденствие выпадает на 23 сентября этого года, хотя официальная дата осеннего равноденствия будет определена только 1 февраля 2009 года.

## Список праздников

### Январь
- Первая половина января: Новый год (Сёгацу или О-сёгацу)

С 1 января начинается наиболее важный для Японии праздничный сезон. Японцы называют этот период сёгацу или о-сёгацу. Он может длиться 1-3, 1-7, или 1-20 января. Исторически сёгацу было названием января. 1 января — национальный праздник, гандзицу. В этот день, а сейчас и в течение всего праздника, в буддийские или синтоистские храмы стекаются посетители, чтобы поучаствовать в церемонии очищения, помолиться и попросить себе и своим близким благополучия в наступившем году. Женщины и девушки для такого события надевают лучшие кимоно. Множество людей едут в храмы или какие-либо живописные места, чтобы пронаблюдать первый восход солнца в новом году. Почта Японии в это время доставляет поздравительные открытки, которые в огромных количествах, обычно около нескольких десятков, рассылаются японскими семьями родным и друзьям. Эта традиция восходит к 1874 году, началу работы почты. Сейчас на продажу нэнгадзё приходится 20 % всех годовых её доходов.
Традиционные декорации включают в себя кадомацу. Внутри жилища должны присутствовать три ветви: бамбука (чтобы дети росли так же быстро), сливы (чтобы у хозяев были крепкие помощники), сосны (чтобы все члены семьи жили так же долго), алтарь, или токонома украшает кагами моти. Кагами моти — обычно две или три круглые моти, на которые сверху помещают азиатский вид померанца, дайдай. Моти также играет немалую роль в дзони, праздничном супе. Семьи едят специальную новогоднюю пищу — осэти рёри, — которая подготавливается в течение заключительных дней декабря, дабы освободить время от готовки во время праздника. В приготовления к празднику входят также уборка дома. Карута, карточная игра, связанная с вака — ещё одно традиционное времяпрепровождение во время Нового года.
2 января в Японии проводится первое в Новом году упражнение в искусстве каллиграфии, называемое какидзомэ.
7 января — в неофициальный праздник дзиндзицу к семейному столу подаётся традиционное блюдо нанакуса-гаю (рис с добавлением семи трав и овощей).
На улицах японцы приветствуют друг друга словами «Акэмаситэ омэдэто годзаимасу», что означает «Поздравляю с наступившим Новым годом».
- Второй понедельник января: День совершеннолетия (Сэйдзин но хи)

Хотя этот праздник и был признан национальным только в 1948 году, День совершеннолетия отмечается с давних пор. Этот праздник отмечают все, кто достиг 20 лет, то есть совершеннолетия, в прошлом году. Городские власти устраивают церемонии или вечеринки, обязательно обеспечивающиеся алкогольными напитками — привилегией взрослых. Но беспорядки на празднике привели к сокращению церемоний некоторыми городами. До 2000 года День совершеннолетия всегда отмечался 15 января.

### Февраль
- 3 февраля и 4 февраля: Сэцубун

Неофициальный японский праздник. В сэцубун японцы отмечают начало весны (3 февраля последний день зимнего сезона — сэцубун, 4 февраля первый день весеннего сезона — риссюн). Одна из традиций — мамэмаки, люди бросают жареные бобы из домов, крича «Они-ва сото, фуку-ва ути» («демоны снаружи, благополучие в доме»). В каждом регионе своя вариация этой фразы, в одном храме в префектуре Нара демонов даже приглашают внутрь. Также каждый съедает соответствующее его возрасту количество бобов. В последние годы магазины стали продавать арахис для сэцубуна.
- 11 февраля: День основания государства (Кэнкоку кинэн но хи)

Закон определяет этот национальный праздник как день, призванный напоминать об истории страны и взывать к чувству любви к Родине. Согласно Нихон Сёки эта дата отражала день восхождения на трон первого императора Японии, в 660 году до н. э, и называлась Днём Основания Империи. После Второй мировой войны этот день перестал отмечаться в качестве общегосударственного праздника. В 1966 году празднование Дня Основания было восстановлено парламентом, и со следующего года праздник вновь стал официально отмечаться в стране.
- 14 февраля: День святого Валентина

Неофициальный праздник, в этот день женщины традиционно дарят шоколад своим мужчинам и приятелям по работе.
- 22 февраля: День кошки

Неофициальный праздник. Мяукание кошки по-японски передается как «ня-ня-ня» (яп. ニャー), а ономатопея «ня» созвучна слову «ни», обозначающему «два». «Два-два-два» может трактоваться как 22 февраля, откуда и следует привязка к дате. День кошки отмечается с 1987 г. по инициативе производителей кормов.
- 23 февраля: День рождения императора (Тэнно тандзёби)

Основным общегосударственным праздником в феврале является день рождения царствующего императора Нарухито. Император родился 23 февраля 1960 года, и с момента его вступления на престол в 2019 году этот день стал государственным праздником.
Ранним утром на церемонии сюкуга но ги император получает поздравления от членов императорской семьи, премьер-министра, председателя Парламента и советников. После полудня Императора ожидает чайная церемония с послами более чем ста стран. Многие японцы приходят в этот день к императорскому дворцу, дабы поприветствовать изредка появляющегося на балконе в окружении членов семьи именинника.
Так как императоры сменяют друга, дата праздника нефиксированная. Дни рождения предыдущих императоров также отмечают. Например, день рождения императора Мэйдзи был после войны переименован в День культуры, а императора Сёва — в 1989 году в День зелени.

### Март
- 3 марта: Хинамацури

Традиционный «День девочек», не являющийся национальным праздником. В этот день девочки выставляют на всеобщее обозрение особых кукол, передаваемых множеством семей от поколения к поколению. Иные обычаи включают показ персиковых цветков, красные, белые и зелёные ромбовидные моти, а также сиродзакэ, саке из ферментированного риса.
- 14 марта: Белый День

День, в который мужчина покупает возлюбленной угощение. Формально этот день начали праздновать в 1980 году, хотя корни его раньше на несколько лет. Название он получил от цвета сахара. Белый день не является государственным праздником.
- 15 марта: Хонэн мацури

Праздник Богатого года — проходит в городе Комаки префектуры Айти.
- 21 марта (в високосные годы 20 марта[6]): День весеннего равноденствия (Сюмбун-но хи или Хиган-но тюнити)

День весеннего равноденствия — государственный праздник, «день любви к природе и восхищения всем живым». Своим происхождением он обязан синтоистским традициям празднования сезонных изменений и буддистским — почитания культа предков. В этот день многие японцы едут на могилы предков, приводят их в порядок, приносят цветы. Первое празднование сюмбун но хи приходится на 806 год.

### Апрель
- 8 апреля: Фестиваль цветов (Хана Мацури или Камбуцуэ (День рождения Будды))

Негосударственный Фестиваль Цветов есть не что иное, как празднование дня рождения Будды. В этот день храмы украшаются цветами, а посетителям раздаётся сладкий чай аматя, приготовляемый из разновидности гортензии. Напиток считается магическим, им также омывают статуи Будды. По легенде, сразу после рождения девять небесных драконов оросили голову ребёнка водой. Цветы же символизируют сад Лумбини, в котором родился Просветлённый.
- 29 апреля: День Сёва (Сёва-но хи)

Государственный праздник в честь периода Сёва; день рождения покойного Хирохито (Императора Сёва). Празднуется с 2007 года. В 1989—2006 годах в этот день праздновался День зелени (ныне 4 мая). Этот день также является отсчётной точкой «Золотой недели». Редкую череду праздников и выходных японцы используют для отдыха и путешествий.

### Май
- 3 мая: День Конституции (Кэмпо кинэмби)

Один из праздников «Золотой недели». Этот государственный праздник — дата вступления в силу послевоенной конституции 1947 года. Главное её отличие от предыдущей и конституций большинства других стран — отказ от войны при разрешении международных споров. Так, статья 9 запрещает использование вооружённых сил для решения политических конфликтов. При этом Силы Самообороны в Японии есть.
- 4 мая: День зелени (Мидори-но хи)

Праздник зелени и природы. До 2007 года, День зелени праздновался 29 апреля, а 4 мая считался праздником, как находящийся между двумя государственными праздниками день.
- 5 мая: День детей (Кодомо-но хи)

Этим государственным праздником закрывается «Золотая неделя». До 1948 года этот праздник являлся Праздником мальчиков (Танго-но сэкку или Сёбу-но сэкку), в противовес Хинамацури, но с поправкой в законе было решено объединить два праздника в одном. Однако, в сегодняшнем Дне детей просматриваются традиции празднования Танго-но сэкку — яркие матерчатые стяги, даже игрушечные самурайские шлемы, украшающие дома.
- 15 мая: Фестиваль мальвы (Аой-мацури)

Синтоистский праздник в городе Киото.

### Июль
- 7 июля: Танабата

Это романтическое празднество обязано своим появлением китайской легенде о влюбленных Орихимэ и Хикобоси. Пастух и принцесса ткачества вступили в брак с благословения отца, но придя в супружеское благополучие, забыли о ткани и стаде, за что были разлучены отцом принцессы — он развёл их по разным сторонам реки. И с тех пор Орихимэ и Хикобоси могут встретиться лишь в одну ночь в году — седьмую в седьмом месяце. В астрономической вариации легенды Орихимэ называется Вегой, а Хикобоси — Альтаиром, а Млечный Путь — река, разделяющая их.
В этот праздник по улицы украшаются красочными фонарями и стеблями бамбука, к которым любой может прикрепить бумажку со своим желанием. А в ночь по всей Японии люди наблюдают салюты и загадывают желания. Но если выдалась дождливая погода, желания исполнятся только через год — из-за дурной погоды влюбленные не смогут встретиться.
Танабата не является государственным праздником, кроме того, в некоторых частях Японии праздник проходит не 7 июля, а 7 августа, что ближе к легендарной дате (в соответствии с лунным календарём).
- Третий понедельник июля: День моря (Уми но хи)

Закон определяет этот государственный праздник как день благодарности океану и надежды в процветание морской страны, то есть, Японии. До 1996 года праздник был известен как День памяти моря, и только после стал государственным праздником с фиксированной датой в 20 июля, но в 2003 году была внесена поправка и День моря теперь — третий понедельник июля.
С Уми но хи начинаются летние каникулы и купальный сезон — до праздника вода считается слишком холодной (закрывается он 15 августа, так как считается, что после этого момента в море появляются ядовитые медузы). Традиционные корни праздника сравнительно неглубоки, поэтому для большинства японцев это просто дополнительный выходной день.

### Август
- Первая декада августа: Нэбута

Летний праздник в регионе Тохоку. Праздник имеет вид ночного шествия, во время которого участники катят по улицам города помосты на колёсах, увенчанные гигантскими фонарями.
- 13—15 августа: Обон

Японский фестиваль поминовения усопших. Согласно традиции считается, что в это время года души усопших возвращаются к живым и посещают своих родных. Нередко его называют праздником фонарей, потому что с наступлением темноты они вывешиваются родными — дабы души усопших могли найти дорогу домой. В современном Обоне сплетаются исконные традиции и буддийские обычаи, складывающие его истоки. Несмотря на то, что Обон не является государственным праздником, многие компании закрывают свои офисы на эти три дня, и работники возвращаются в свой родной дом, в результате чего на улицах появляются пробки, и железнодорожные линии перегружаются. Обон — один из важнейших буддийских праздников. В храмах в это время происходит чтение священных книг, родственники кладут свои подношения к алтарям. К вечеру в парках можно увидеть специальный исполняющийся под звуки фольклорной музыки и пения танец — бон одори — призванный успокоить души предков. Многие надевают юкаты (летнее кимоно) для исполнения этого танца. Закрывается праздник торжественным торо нагаси — красочные бумажные фонарики со свечами пускаются по реке или морю, указывая душам безопасный путь в царство мертвых.
Традиционная дата празднования Обона — пятнадцатый день седьмого месяца, согласно лунному календарю, и после перехода Японии к григорианскому календарю некоторые люди начали праздновать его по новому календарю (13—15 июля), некоторые 13—15 августа (ближе к традиционной дате), а некоторые по старому лунному календарю. В последнее время стала преобладать августовская дата. Кроме того, на это время приходится метеорный поток, который как нельзя лучше ассоциируется с душами умерших.

### Сентябрь
- Третий понедельник сентября: День почитания старших (Кэйро-но хи)

Этот праздник, существующий с 1947 года и ставший государственным с 1965 года, отражает неотъемлемую часть японской культуры — уважение к старшим. Истоки этого можно найти в традиционной японской религии: конфуцианские, синтоистские и буддистские традиции повлияли на этику и воспитание молодёжи. В этот день принято поздравлять всех пожилых людей.
- 23 сентября: День осеннего равноденствия (Сюбун-но хи)

Этот государственный праздник, наряду с Днём весеннего равноденствия, празднуется с 1878 года и тоже отражает культуру почитания сезонных изменений. Он схож с Днём весеннего равноденствия и тем, что посвящается прошлому, уходу за могилами и домашними алтарями, и настоящему, природе. Также этот праздник тесно связан с понятием аки но нанакуса (несколько дней до и после равноденствия) и семью осенними растениями — аги (клевер), обана (серебряная трава, мискантус), кудзу (пуэрария лопастная), надэсико (гвоздика пышная), оминаэси (японская валериана), фудзибакама (посконник прободенный), кикё (китайский колокольчик). Число семь в буддизме символизирует «счастье». В отличие от семи весенних растений, осенние не употребляются в пищу. Основное их назначение — эстетическое удовольствие от созерцания. Японцы восхищаются изящной простотой и красотой этих растений, вдохновляются на создание предметов искусства. Во время аки но нанакуса семью осенними цветами и травами украшают дома. Существует также особое осеннее кимоно с мотивами аки но нанакуса, которое не надевается в другое время года. Луна во время этого праздника традиционно признается наиболее красивой, и японцы стараются уделить время цукими — любованию ею. Обязательное блюдо в эти дни — рисовые пирожки данго. Вне зависимости от погоды, День осеннего равноденствия напоминает жителям Японии о наступлении осени.

### Октябрь
- Второй понедельник октября: День физкультуры (Тайику-но хи)

Закон утверждает этот государственный праздник как день, направленный на укрепление спортивного духа нации, а также развития здоровья и тела. Был создан в 1964 году на второй годовщине открытия Олимпийских Игр в Токио. Ранее фиксированная дата в 10 октября в 2000 году была перенесена на первый понедельник. В этот день проходят разные мероприятия, нацеленные на повышение интереса населения к физкультуре и спорту в целом. В школах в этот праздник устраиваются особые спартакиады, которые длятся с утра до позднего вечера и задействуют не только всех учеников данной школы, но и их родителей, и учителей. Участники разбиваются на пять команд — по числу олимпийских колец. Соревнования не ограничиваются какими-либо видами спорта, серьёзными или шутливыми, но всегда и по сей день самыми популярными остаются эстафета и перетягивание каната.

### Ноябрь
- 3 ноября: День культуры (Бунка но хи)

День культуры в соответствии с законом начал действовать как государственный праздник с 1948 года, а до этого существовал как день рождения императора эпохи Мэйдзи. После Второй мировой войны праздник остался, но был переименован. Праздник провозгласили «Днем культуры» в честь новой Конституции страны, которая была утверждена парламентом в ноябре 1946 года. Смена названия отражала новые политические взгляды государства, нацеленные на развитие культуры нации «в духе идеалов свободы и мира».
В этот день около 4—5 тысяч человек получают правительственные награды за вклад в развитие культуры, и люди эти включают себя и иностранных граждан, возымевших позитивное действие на укрепление отношений своей страны с Японией или сделавших определенные достижения в японоведении. Высшие награды вручает сам император на специальной церемонии, награды рангом пониже — члены правительства. Уже традиционными стали различные развлекающие мероприятия для домов престарелых, школьные культурные фестивали или утренники бункасай. Школьные праздники могут и не проходить непосредственно 3 ноября, но обычно они не больше чем за или после двух недель от этой даты.
- 15 ноября: Сити-го-сан

Этот негосударственный праздник полностью посвящён детям, его название можно дословно перевести как «семь-пять-три», дети именно этих возрастов, надев порой специально сшитые для этого праздника кимоно, хаори и хакама, посещают со своими родителями храмы. Исторически считается, что младенец после трёх лет становится ребенком, он получает разрешение отращивать волосы. Следующий рубеж — пять лет у мальчиков, когда они могут появиться в общественных местах в хаори, и семь лет у девочек, которое отмечается тем, что им впервые кимоно подвязывается специальным поясом — оби.
Традиционной датой Сити-го-сан был пятнадцатый день в соответствии с лунным календарём, полнолуние. Ноябрь же месяц, в который люди посещают святыни, дабы отблагодарить за урожай и помолиться за детей. Они же получают титосэ-амэ, «конфету тысячи лет». Она сочетает в себе благоприятные красные и белые полосы и хранится в мешочках с изображениями журавлей и черепах, таких же символов длинной жизни, как и сосна, бамбук и умэ.
- 23 ноября: День благодарности труду (Кинро канся но хи)

Государственный праздник благодарения труду был учрежден в 1948 году в честь древнего фестиваля Ниинамэсай. Закон устанавливает его как день, призывающий отпраздновать хороший урожай и развитие производства, отблагодарить друг друга за посильную помощь в этом деле. В прошлом это был просто синтоистский праздник, в который люди благодарили богов, преподнося им самые урожайные в этом году продукты и первые колоски риса, как бы разделяя с богами трапезу — до Ниинамэсай никто не мог употребить в пищу молодой рис, а на следующий день после праздника Император устраивал для придворных настоящий пир, тоёноа кари.

### Декабрь
- 23 декабря: День рождения императора на покое (Дзёко тандзёби)

День рождения императора на покое Акихито. Император родился 23 декабря 1933 года, и с момента его вступления на престол в 1989 году этот день стал государственным праздником.
- 24-25 декабря: Рождество (яп. クリスマス курисумасу, Christmas)

Рождество в Японии весьма популярно, хоть и не является государственным праздником. Такие традиционно западные символы, как рождественские песнопения, Санта Клаус, гирлянды и поедание рождественского торта (часто характеризующийся наличием клубники и взбитых сливок) уже стали частью праздника. Помимо того, в течение праздника и всю последующую неделю популярна Девятая симфония Бетховена. Хотя рождение Иисуса и не считается частью праздника в Японии, оно всегда признается значимой частью праздника.
- 31 декабря: Омисока

Канун Нового года в Японии не является государственным праздником. В неделю перед ним компании проводят вечеринки бонэнкай (яп. 忘年会 бо:нэнкай) — проводы старого года. Предприниматели обычно устраивают вечеринки в ресторанах, с пивом и сакэ.
Осодзи, глобальная уборка, также является частью празднования Омисоки. Она практически повторяет весеннюю уборку. Как только дом становится чист, начинают подготавливать новогодние кушанья. Перед Рождеством и Кануном Нового года большинство офисов и прочих предприятий закрываются примерно на неделю, автомобильные пробки, создаваемые потоками японцев, направляющихся в сельскую местность из Токио и других мегаполисов, растягиваются до 50 км. Синкансэны и другие поезда заполнены стоящими пассажирами. Огромное количество туристов покидает страну, стекаясь на Гавайи и в Юго-Восточную Азию.
NHK транслирует ежегодные телевизионные спектакли, концерты, в частности, известна программа «Кохаку ута гассэн», собирающая множество исполнителей различных направлений.

## Последние изменения в законе
Начиная с 2000 года в Японии введена система счастливых понедельников, которая сдвинула некоторые из государственных праздников, дабы получить «длинные выходные»:
- День совершеннолетия: 15 января → второй понедельник января (начиная с 2000 года);
- День моря: 20 июля → третий понедельник июля (начиная с 2003 года);
- День почитания старших: 15 сентября → третий понедельник сентября (начиная с 2003 года);
- День физкультуры: 10 октября → второй понедельник октября (начиная с 2000 года).

В 2005 году было решено вместо Дня зелени, который отмечается 29 апреля, ввести новый государственный праздник — День Сёва. День зелени передвинули на 4 мая. Это нововведение вступило в силу в 2007 году.